# Bondia attenuatana
Bondia attenuatana är en fjärilsart som beskrevs av Edward Meyrick 1882. Bondia attenuatana ingår i släktet Bondia och familjen Carposinidae. Inga underarter finns listade i Catalogue of Life.